# Virginité
Pour les articles homonymes, voir Virginité (homonymie) et Pucelle.
« Puceau » redirige ici. Pour les autres significations, voir Puceau (homonymie).
La virginité est le fait pour une personne de n'avoir jamais eu de relations sexuelles. Ne reposant pas sur une base biologique, la virginité est un concept social, culturel et religieux. C'est surtout la virginité féminine qui représente un enjeu (a fortiori de la femme non mariée), tandis que celle des hommes est en général de faible importance. Elle est souvent associée aux notions de pureté et d'honneur, en particulier dans les cultures et les religions qui insistent sur l'abstinence avant le mariage, et dans les sociétés bourgeoises, soit dans la plupart des cultures, partout autour du globe.
L'importance culturelle et sociale de la virginité a mené à différentes techniques pour vérifier la virginité d'une future épouse, en premier lieu l'observation de l'hymen censé se rompre lors d'une pénétration vaginale. Dans certaines cultures et époques, des tests de virginité ou la présence de sang sur les draps à la suite de la nuit de noces ont servi à prouver la vertu de l'épouse, bien que n'étant pas des indicateurs fiables : le premier rapport sexuel avec pénétration n'entraîne pas, de façon systématique, le saignement de l'hymen. De plus, toutes les femmes n’en possèdent pas forcément un. La virginité est donc impossible à établir médicalement.
La définition de la virginité varie selon les époques et les cultures : dans certaines sociétés, une femme est toujours considérée comme vierge même si elle a eu des pratiques sexuelles sans pénétration vaginale ou si son hymen a été reconstruit chirurgicalement. La virginité est donc également liée à la définition du rapport sexuel.
Après la biologie et les sciences sociales, le concept de virginité a été aussi critiqué par les féministes qui y voient une notion floue et un outil de domination masculine permettant de contrôler les femmes, leur corps et leur sexualité.

## Définition

### Terminologie
Le substantif féminin, « virginité » (prononcé : [viʀʒinite]) est un emprunt au latin virginitas, (« état d'une personne vierge »), lui-même dérivé de virgo (« jeune fille, vierge ») qui, dans l'antiquité romaine, désignait spécialement les vestales (Virgines) et Diane (Virgo). L'adjectif « vierge », qui apparaît au XVIe siècle, désigne l'inconnu, ce qui n'a jamais été touché (forêt vierge, page vierge...). Au XXIe siècle, il est également associé à la pureté (huile d'olive vierge) et à la nouveauté (un territoire vierge est un territoire qui reste à explorer).
Le substantif féminin « pucelle » (prononcé : [pysεl]) désigne une femme vierge. Son étymologie est discutée. On admet généralement, d'après pulicella attesté dans un manuscrit de la loi salique rédigé entre 752 et 768, l'étymon latin *pullicella (« jeune fille, vierge pure ») dont l'origine est elle-même discutée. Il pourrait s'agir d'un diminutif de pŭlla (« jeune d'un animal »), avec altération de -ŭ en -ú sous l'influence du latin pūtus (« garçon »). Mais cette hypothèse ne convient pas du point de vue sémantique, « pucelle » ayant eu à l'origine le sens de « vierge ». G. Tilander propose pour pullicella, une dérivation, d'après *dominicella, de pulla, féminin de pūllus (« propret, sans tache, pur »), lui-même issu, par contraction, de purulus, dimininutif de purus (« pur »). Le masculin de pucelle est puceau,.
Le dépucelage désigne la perte de virginité quel que soit le sexe, synonyme pour une femme de défloration : faire perdre sa virginité à une jeune fille est la déflorer,,.
Le vocabulaire lié à la virginité est fortement lié à la propriété, comme l'expression « perdre sa virginité », « préserver sa virginité » ou « offrir sa virginité ».

### Construction sociale
Il n'existe aucune définition médicale de la virginité et aucun moyen fiable pour l'observer physiquement. Pour de nombreux auteurs, notamment féministes, la virginité est avant tout une construction sociale dont l'importance dépend des époques et des cultures. Pour la sociologue Simona Tersigni, « la virginité renvoie à un état moral et à la construction sociale d’un corps féminin « pur » plutôt qu’à une définition anatomique ». « La virginité met en scène une pluralité de rapports de pouvoir (de genre, d’âge, de génération, de classe, de race…) concernant le corps des femmes ». Pour l'historienne Yvonne Knibiehler, la virginité est un « enjeu social, moral et symbolique [portant] une charge affective et émotionnelle intense ». La virginité est donc avant tout définie culturellement, liée à des normes sur le corps féminin et la sexualité hétérosexuelle. Enfin, Michael Rosenberg rappelle que la virginité (des femmes) a surtout été définie par les hommes .
La défloration (dite aussi dépucelage), première pénétration vaginale, a été considérée à travers les temps et les cultures comme un événement important et on l'identifie souvent avec l'entrée de la femme dans la vie conjugale ou au moins comme la fin de son enfance[réf. nécessaire]. Ce premier rapport sexuel vaginal, dans la tradition catholique, représente également la consommation du mariage.

## Conceptions de la virginité
La définition de la virginité varie selon les époques et les cultures. En effet, elle peut se définir comme l'absence de tout rapport sexuel ou bien se limiter à l'absence de pénétration vaginale. La présence de l'hymen comme critère de virginité amène à considérer comme vierge une fille ayant eu des rapports avec sodomie, frottements ou ayant pratiqué la fellation, mais dont l'hymen est intact, alors qu'une autre n'ayant eu de rapport sexuel avec aucun individu mais pratiquant la masturbation serait dite non vierge si elle a ainsi rompu son hymen.
Toutefois, les définitions du rapport sexuel peuvent être assez variées pour que de nombreux actes soient tantôt inclus, tantôt exclus. Un sondage chez les adolescents américains en 1991 montre que 2 % s'estiment non vierges après un baiser profond, 15 % s'ils touchent les parties génitales d'autrui ou inversement, 40 % s'ils sont impliqués dans un acte de sexe oral, 99,5 % après un coït (les questions sont de type oui/non, ceux qui indiquent le baiser comme perte de virginité peuvent aussi indiquer les autres). Pour les adolescents américains, les rapports sexuels sans pénétration sont une façon de rester « techniquement vierge ». Ces définitions suscitent elles-mêmes le débat aux États-Unis, où la vision chrétienne  rigoriste de la virginité implique l'absence de tout acte sexuel quel qu'il soit.
De même, la volonté est prise en compte dans la conception de la virginité : dans certaines cultures, un viol ne fait pas perdre la virginité car la femme n'était pas consentante. Saint Augustin précise que le consentement est nécessaire pour perdre la virginité, autrement dit un viol ne retire pas la virginité. On[Qui ?] peut ainsi définir la virginité comme résultant, non d'un contact physique, mais d'un choix. Cela amène à considérer qu'on ne perd sa virginité qu'à l'issue d'un rapport sexuel avec pleine prise de conscience de l'acte[source insuffisante].

## Observation de la virginité
Dans toutes les cultures qui accordent une importance à la virginité des jeunes femmes non mariées s'est posée la question de la vérification de la virginité. Au fur et à mesure que les connaissances sur l'anatomie féminine se sont précisées, ces observations ont évolué. Toutefois, en Occident, depuis plus de 2 000 ans demeure la croyance que la virginité d'une femme peut être vérifiée à travers l'observation de son corps, et en particulier l'hymen, bien que cela n'ait pas véritablement de base biologique.

### Aspects anatomiques

L'hymen peut prendre de très nombreuses formes et ne constitue pas un indicateur de virginité.

L'hymen est une membrane qui entoure parfois l'entrée du vagin, sans en boucher l'ouverture, et qui se détend lors des premiers rapports sexuels ou indirectement lorsqu'elle est soumise à des efforts mécaniques suffisants, par exemple lors d'activités physiques. Contrairement à une croyance répandue, l'hymen ne se déchire pas mais il se détend ; de petites ruptures peuvent se produire et engendrer des saignements. Ces ruptures cicatrisent dans les 24 heures. D'après la Fondation suédoise pour l'éducation sexuelle (RFSU), moins de la moitié des femmes saignent lors de la première pénétration.  
Certaines femmes vierges n'ont quasiment pas d'hymen. Dans de rares cas, d'autres doivent recourir à la chirurgie pour ouvrir un hymen trop résistant (scléreux). À l'opposé, certains hymens particulièrement souples se laissent distendre sans se rompre lors du rapport sexuel. Enfin, certaines femmes naissent sans hymen. De plus, l'hymen peut se déchirer lors d'une activité physique ou lors de la croissance de l'enfance sans que la femme s'en aperçoive. D'autre part, même si un tampon hygiénique peut être normalement inséré et rester dans le vagin sans que l'hymen se déchire, cela peut néanmoins arriver accidentellement L'hymen est donc un élément peu fiable de la virginité. 
Certains utilisent la présence de l'hymen comme définition de la virginité, allant jusqu'à appeler vierge une fille dont l'hymen a été reconstitué chirurgicalement alors qu'il avait été rompu par un précédent rapport sexuel. Si l'on définit la virginité comme l'absence de rapports sexuels, la présence de l'hymen n'est qu'une propriété qui coïncide et non pas une preuve définitive. 
Toutefois, le lien entre hymen et virginité a des conséquences pratiques. Ainsi, au Viêt Nam (où la virginité est directement définie par le fait d'avoir un hymen), les mères enseignent à leurs filles de faire attention à la manière dont elles s’assoient (ne pas trop écarter les cuisses par exemple), à ne pas faire de sport violent ou à faire attention en montant à vélo pour éviter une déchirure de cette membrane.

### Histoire
L'hymen a très tôt été considéré comme un moyen pour vérifier la virginité d'une future épouse.  
Dès le Moyen Âge, différents auteurs (masculins) sont conscients des limites de l'observation de l'hymen et mettent au point différentes méthodes complémentaires : 

« Ainsi, des signes comme le comportement ou l'habillement d'une femme, la couleur de son urine, la direction dans laquelle ses seins pointent, et sa capacité à boire une coupe magique ou à porter une passoire pleine d'eau ont servi de preuve de la virginité dans différentes époques et sociétés »

En effet, la vérification de la virginité de l'épouse est un besoin culturel ; lorsque les observations biologiques ne suffisent pas, il faut les compléter par d'autres méthodes.
Au Moyen Âge, l'anatomie féminine est mal connue. Aux XVIe et XVIIe siècles ont lieu en Europe d'intense débats parmi les médecins sur l'existence même de l'hymen et sa forme. Au XIIIe siècle, le médecin Guilielmus de Saliceto comprend néanmoins que le sang qui coule lors d'un rapport sexuel n'est pas un indicateur fiable de virginité ; il met en évidence d'autres signes, tels qu'un vagin resserré. La croyance répandue à l'époque est qu'une femme ayant déjà eu des relations sexuelles aura un vagin élargi. Saliceto préconise également d'observer l'urine qui pourrait être mélangée au sperme chez la femme non vierge. Certaines procédures complexes sont élaborées de manière empirique par les médecins médiévaux, impliquant des fumigations.
En 1598, Séverin Pineau fait paraître quelques années après la mort d'Ambroise Paré un livre sur la virginité et la défloration. Il affirme qu'une femme est vierge lorsque son cou peut être entouré par un fil qui s'étendrait de la pointe du nez à la réunion des sutures sagittale et lambdoïde (en arrière du crâne). Cela viendrait d'une croyance des romains qui estimaient que le cou rétrécissait à la suite du premier rapport sexuel.
Pour le Dictionnaire des sciences médicales de 1814, outre l'hymen certains signes peuvent indiquer la virginité : l'état du clitoris, la taille du vagin, l'état de la muqueuse vaginale, voire l'aspect de la peau. L'auteur note également que la douleur ressentie lors d'un premier rapport sexuel est une marque de la virginité. Enfin, la virginité a souvent été liée à l'observation du comportement de la femme :

### Tests de virginité

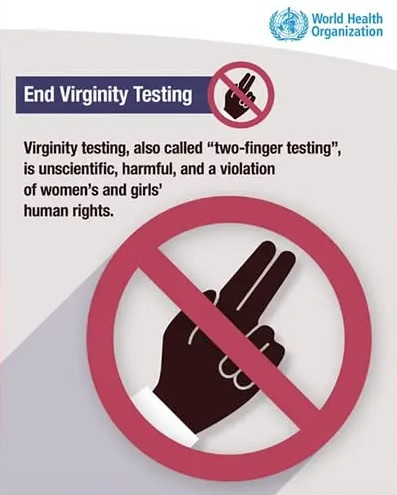
Affiche de l'Organisation mondiale de la santé contre les tests de virginité

Des tests de virginité visant à vérifier la présence de l'hymen ont historiquement servi à établir la virginité d'une femme. Ainsi, Jeanne d'Arc a subi deux examens de virginité, et dans les deux cas a été déclarée vierge.
À l'époque contemporaine, certaines femmes ont recours à un médecin, gynécologue ou généraliste, pour obtenir un certificat de virginité avant leur mariage, pour des raisons culturelles. Après un examen, le praticien délivre un certificat à la fille attestant qu'elle est supposée être vierge. L'examen se fait généralement par observation directe de l'entrée du vagin, complétée par l'insertion des doigts du médecin ou d'un objet servant à détecter l'hymen. Ces tests n'ont pas de base scientifique.
Ces tests représentent une intrusion arbitraire profondément humiliante, souvent proche d'un viol. Ils ont souvent des conséquences psychologiques importantes pour les femmes les ayant subis.
Les tests de virginité sont encore pratiqués au XXIe siècle dans de nombreux pays, dont les États-Unis. En Afghanistan, ces tests sont utilisés par la justice et peuvent conduire les femmes en prison si elles ont eu un rapport sexuel en dehors du mariage, y compris en cas de viol.
En France, le conseil de l'Ordre des médecins s'oppose à ce qu'un tel certificat soit délivré pour des raisons de pressions familiales.
En octobre 2018, les Nations unies et l'organisation mondiale de la santé ont appelé à l'arrêt de ces tests de virginité, car non scientifiques, inutiles, discriminatoires envers les femmes et pouvant se révéler traumatisants, notamment pour les victimes de viol.

### Perte de la virginité lors du mariage

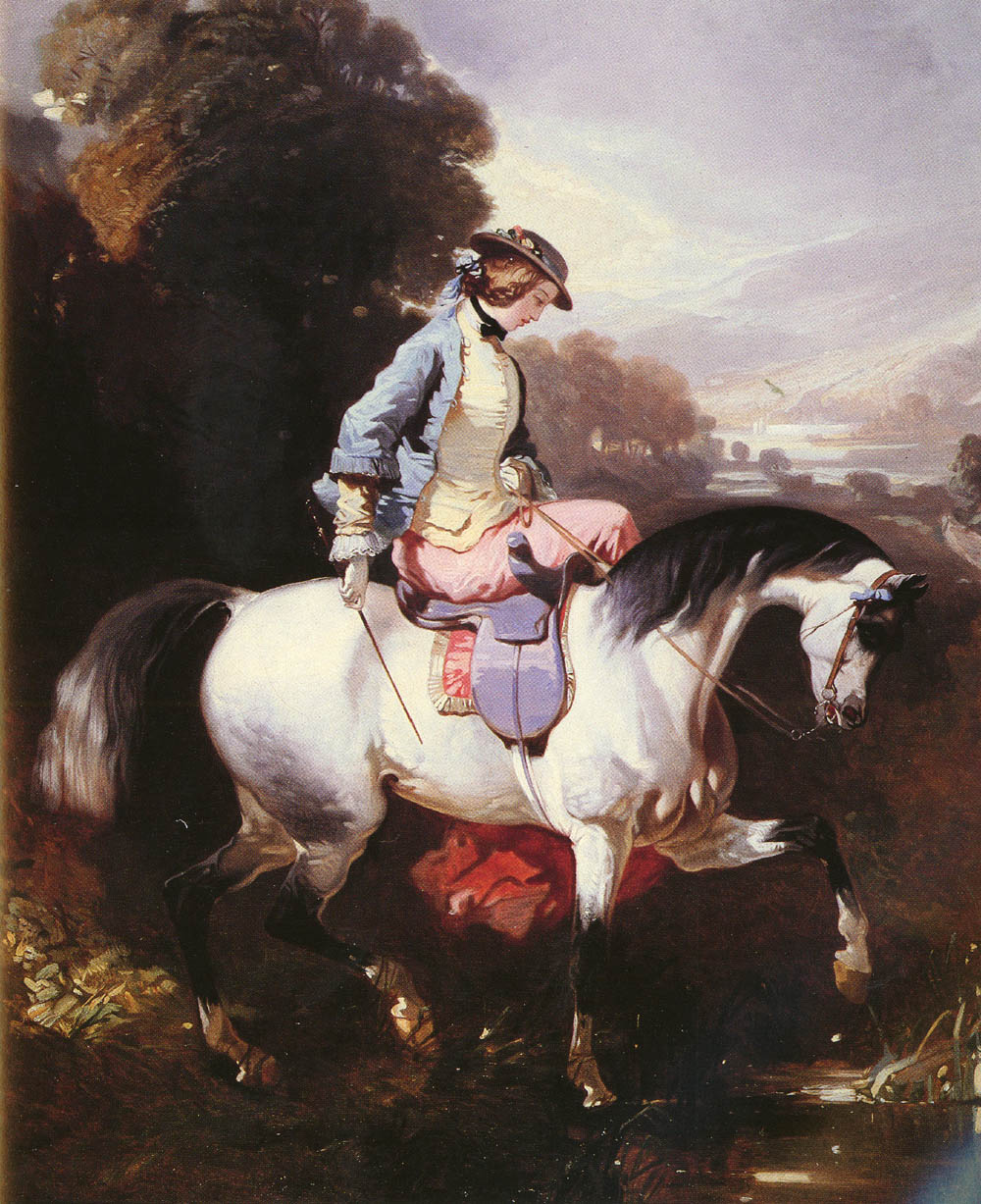
Du, les femmes montent à cheval dans la position de l'amazone, afin notamment d'éviter la rupture de l'hymen.

Dans de nombreuses cultures à travers le monde, la perte de la virginité de la femme doit s'effectuer lors de la nuit de noces. Un examen de virginité peut être effectué avant le mariage (à travers une inspection de l'hymen). On peut exposer le drap taché de sang après la nuit de noces afin de prouver que la femme est arrivée vierge au mariage et que le premier rapport sexuel vient d'avoir lieu. C'est le cas notamment au Maghreb, au Viêt Nam, en Arménie (la cérémonie est appelée la « pomme rouge »). Aux Tonga, les draps tachés de sang sont inspectés par la famille de la mariée, puis remis à la famille de l'époux. À Kiribati, les époux ont un rapport sexuel sur un tissu blanc tandis que les familles attendent ; dès que le rapport est terminé, les femmes de la famille du marié vérifient la présence du sang sur le tissu. La famille de la mariée, réjouie, part ensuite présenter le tissu aux différents membres de la famille sur l'île, montrant que leur fille était bien vierge. À l'inverse, si le sang ne coule pas, une enquête est menée par les deux familles et si elle conclut à la non-virginité de la femme, l'époux peut la répudier afin d'atténuer le déshonneur ressenti ; la famille de la femme peut la déshonorer. À Wallis, un espace est aménagé spécifiquement pour les époux dans la maison de la mariée ; le lendemain de la nuit de noces, l'époux apporte le drap taché de sang puis est raccompagné chez sa femme par les siens qui apportent des cadeaux.

### Palliatifs à la perte de l'hymen
Certains stratagèmes sont mis en place pour s'assurer que les draps seront bel et biens tachés de sang : en Grèce par exemple, un coq peut être tué et son sang utilisé à la place de celui de la femme. Depuis les années 2000, l'hymen artificiel ou l'hyménoplastie sont également employés.

#### Chirurgie de reconstruction
Certaines pratiques ou opérations chirurgicales peuvent être utilisées afin de reconstruire l'hymen ou donner l'impression qu'il est intact, telle l'hyménoplastie. En Allemagne comme en France, plusieurs hymenkliniken sont spécialisées dans l'intervention chirurgicale de reconstruction d'hymen.
Deux types d'intervention chirurgicale existent. L'une consiste à recoudre un à deux jours avant le mariage la membrane déchirée de l'hymen avec un fil très fin. L'autre peut être effectuée jusqu’à deux semaines avant les noces et est réalisée avec des fils à résorption lente. Chacune de ces opérations est rapide et bénigne, et ne nécessite qu'une petite anesthésie locale. Toutefois, la reconstruction de l'hymen ne garantit pas un saignement lors d'une pénétration vaginale. Une étude de 2012 a montré que les femmes effectuant une hyménoplastie ont souvent subi des violences sexuelles ou des avortements ; lorsqu'elles sont conseillées et écoutées, les trois-quarts des femmes renoncent à l'opération.

#### Hymen artificiel
L'hymen artificiel de virginité (AVH pour Artificial Virginity Hymen) a pour but de simuler la perte de sang suivant parfois un premier rapport. Il consiste en une petite poche artificielle translucide contenant un liquide rouge composé d'albumine naturelle, que la femme place dans son vagin environ vingt minutes avant le rapport sexuel. Sous l'effet de la chaleur corporelle, la membrane se dilate, ce qui recrée une sensation de défloration lors de la pénétration. Le liquide rouge se répand et tache les draps de quelques gouttes, simulant ainsi la rupture de l’hymen,. Ce « kit de virginité » a été inventé dans les années 1990 au Japon, s'est répandu en Thaïlande à partir de 1995 puis dans le reste de l'Asie du Sud. Mis en vente sur Internet à la fin des années 2000, il est devenu populaire au Maghreb et au Moyen-Orient, comme alternative à l'hyménoplastie en raison de son faible coût. Il a toutefois déclenché une polémique en Égypte, les religieux conservateurs y voyant une promotion des relations sexuelles hors mariage. Pour le journaliste Mohamed Al Rahhal, cela renforce au contraire l'hypocrisie de la société qui refuse de reconnaître la sexualité féminine. Les hymens artificiels sont également populaires aux États-Unis.

## Représentations culturelles et religieuses

### Virginité et filiation
Dans de nombreuses sociétés, la virginité était nécessaire pour s'assurer que le mari d'une femme soit bien le père de ses enfants. « Un homme épousait une vierge pour perpétuer une lignée, pour transmettre de père en fils un héritage biologique (...), un nom, des biens, des pouvoirs. ». La virginité de la femme qui épousait l'aîné était d'autant plus importante dans des sociétés avec un droit d'aînesse.
La virginité revêt généralement une grande importance dans les sociétés basées sur l'exogamie et la dot foncière . Dans les sociétés féodales où le pouvoir et le patrimoine est concentré dans les mains de la noblesse, la virginité et la paternité sont essentielles afin de s'assurer que l'héritage est bien transmis du père à son fils légitime.
Dans la société musulmane, la virginité est liée aux stratégies matrimoniales. Un mariage étant l'alliance de deux familles, la famille de l'époux s'assure de l'honorabilité de la future épouse. Une femme vierge est considérée comme respectable, c'est une « valeur sûre » qui portera le nom et l'honneur de la famille de son mari. C'est une condition importante pour qu'elle puisse également bénéficier de son patrimoine économique.
La progression des connaissances en génétique est sans doute aussi une des causes de la diminution de l'importance de la virginité : au début du XXe siècle, la théorie de l'imprégnation, ou « télégonie », selon laquelle la première expérience sexuelle pouvait avoir un effet sur la descendance, était encore très répandue. L'écrivain Victor Margueritte en fait mention dans son roman La Garçonne[réf. souhaitée].
Dans les cultures polynésiennes comme à Wallis ou aux Samoa, la virginité est associée à la fertilité : jusqu'aux années 1950, les jeunes filles samoanes étaient déflorées manuellement par leur mari ou un personnage de haut rang, en public ; le sang coulant de l'hymen était considéré comme un symbole du pouvoir de donner la vie. À Wallis, la virginité est liée à la naissance du premier enfant : « issu de la « première ouverture » (’uluaki avahi) de sa mère, [il] initie sa vie de femme ». Avant la christianisation de l'île, les chefs wallisiens pratiquaient la polygamie, mais ne reconnaissaient comme légitimes que les enfants de leurs compagnes du même rang aristocratique, arrivées vierges ; « la virginité initiale d’une mère de haut statut garantissant au couple ainsi formé une descendance commune assurée par une relation privilégiée ».

### Virginité et religion

#### Antiquité

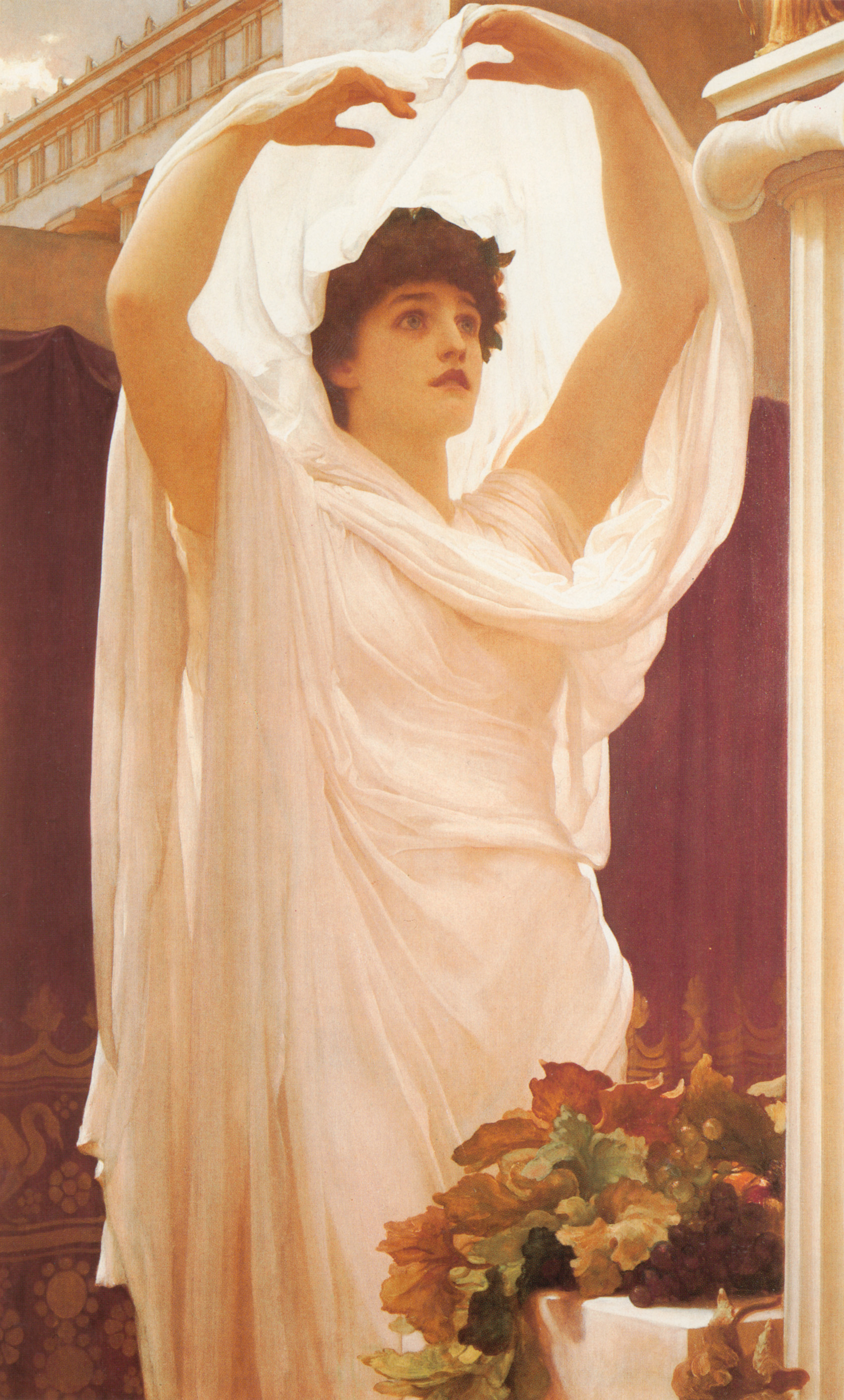
Dans la Rome antique, les vestales (illustration de 1880) sont des prêtresses dont la puissance religieuse repose sur la virginité.

Dans la culture gréco-romaine, la virginité est présente chez les divinités de l'Olympe : trois déesses (Athéna, Artémis et Hestia) choisissent de rester vierges, tandis que les trois autres sont mères. Yvonne Knibiehler y voit le signe que ces femmes posent des limites à la sexualité : « les déesses vierges se chargent de barrer la route à la libre sexualité là où celle-ci serait nuisible ». La virginité est associée à la puissance et la protection : ainsi, la déesse Athéna, dite Parthénos, c'est-à-dire « Vierge », protège les citoyens athéniens. 
Ces déesses étaient servies par des prêtresses « pures » dont la virginité est la condition même de leur rôle religieux, comme la Pythie de Delphes qui transmet les oracles. Dans la Grèce antique, l'hymen est inconnu ; la virginité se confond alors parfois avec la chasteté. Une femme ayant vécu longtemps sans rapport sexuel peut être considérée à nouveau vierge.
À Rome, les Vestales sont également des prêtresses dont la puissance repose sur la virginité. En effet, les filles vierges ont le pouvoir de donner la vie : cette énergie est captée par la religion pour être mise au service de la communauté. Les Vestales vivent entre elles, et doivent à tout prix protéger leur virginité sous peine d'être mises à mort. Leur service dure trente ans, ce qui correspond à la durée de leur fertilité. Virginité et capacité à enfanter sont donc intimement liées.

#### Religions monothéistes

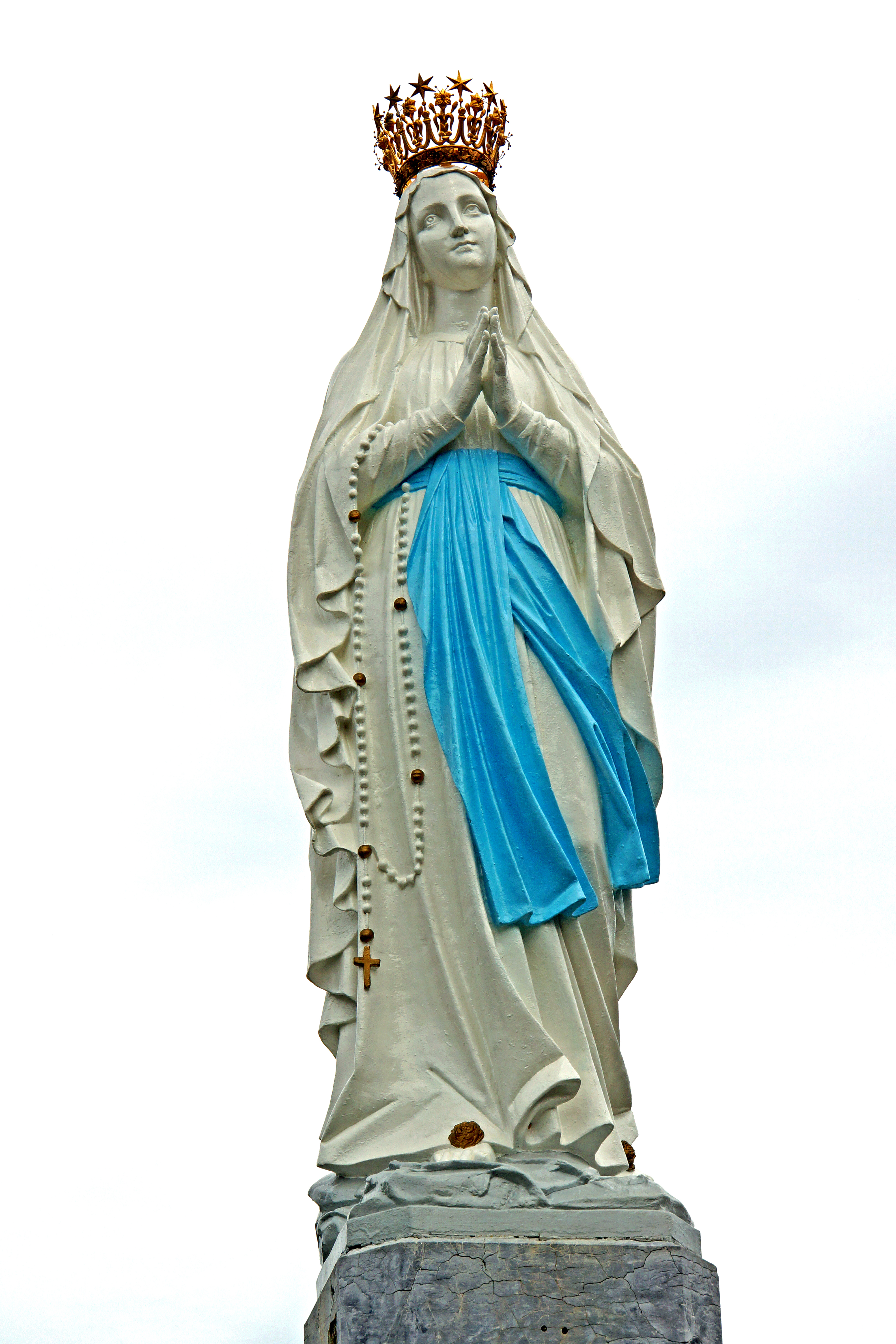
Dans la religion catholique, la virginité de Marie revêt une importance fondamentale.

Dans certaines religions comme le christianisme et l'islam, la virginité revêt une importance particulière. C'est notamment le cas du catholicisme où la virginité de Marie, la mère de Jésus, fait partie du dogme. Dans la religion catholique, la virginité est vue comme le moyen d'accéder à la sainteté. Il s'agit, pour Yvonne Knibiehler, d'une possibilité offerte aux femmes de se libérer du mariage ordinaire pour se consacrer à Dieu en devenant « épouse du Christ ».
De manière générale, la virginité a été érigée en vertu morale dans la religion chrétienne, surtout à partir du XIIIe siècle.  Augustin d'Hippone considère que la virginité est avant tout un état spirituel, déconnecté de tout aspect physique. Ce faisant, il rompt avec la conception biblique de la virginité et d'une sexualité masculine conquérante : au contraire, la perte de la virginité nécessite pour Augustin le consentement des deux personnes.
Chez Thomas d'Aquin, la virginité est également tout une vertu morale et spirituelle : la virginité est dans l'âme et n'est pas réductible à une condition physique particulière.
Dans les cultures patriarcales antiques ou actuelles, surtout celles où la religion dominante associe le sexe hors mariage au péché, la virginité revêt une connotation très positive : elle est associée à la propreté et à la pureté.

### Virginité et honneur

#### Afrique

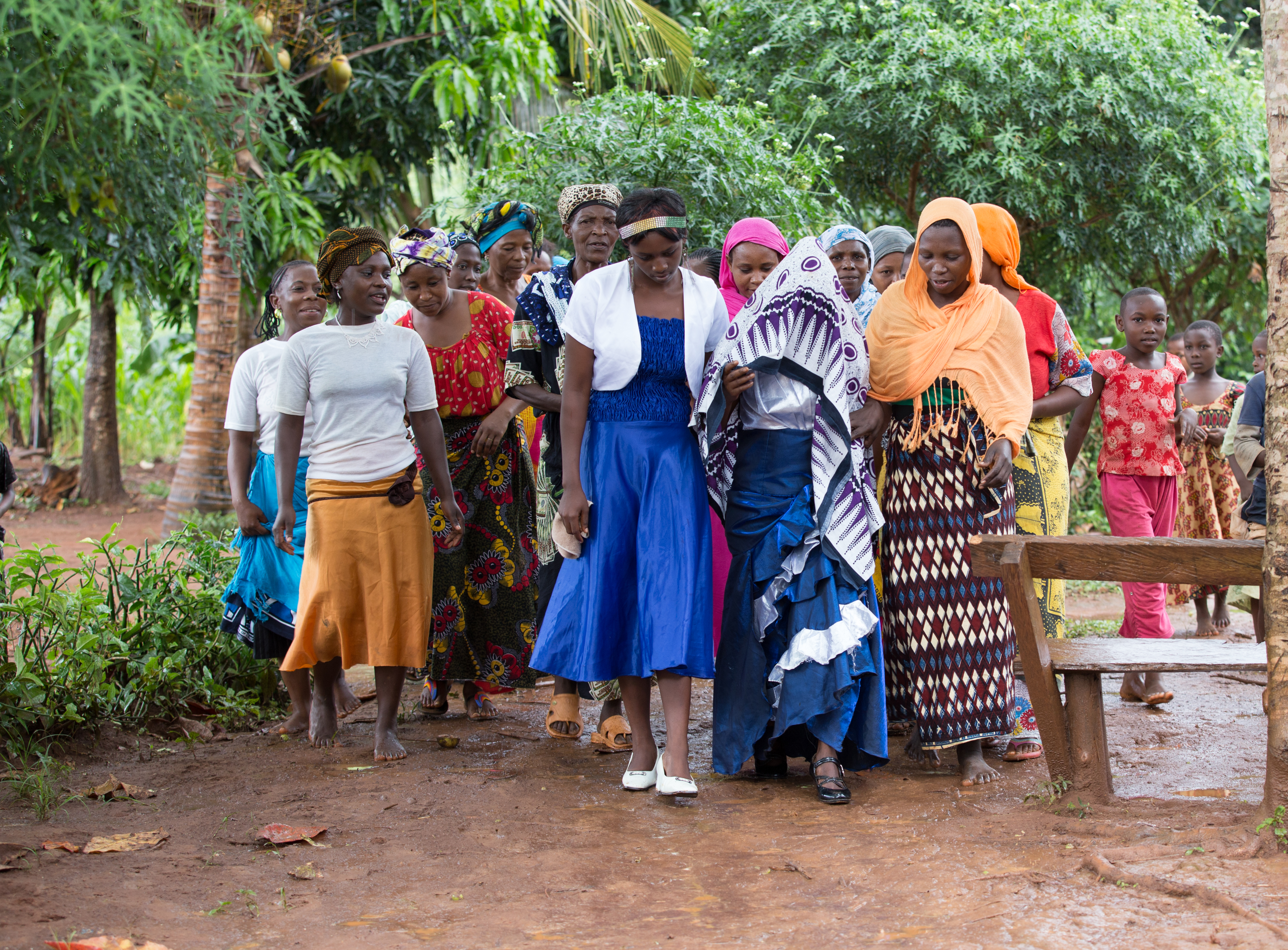
En Tanzanie, la future mariée est accompagnée par d'autres femmes vers son mari ; le tissu qui recouvre sa tête, le kanga, symbolise sa virginité.

Dans de nombreuses sociétés africaines, la virginité des jeunes filles a une très forte valeur. Dans les sociétés patrilinéaires, la virginité de l'épouse était récompensée par une vache supplémentaire offerte par la famille du marié à la mère de l'épouse, en plus de la dot. « Les observations ethnographiques d'un grand nombre de sociétés africaines montrent que la virginité a été considérée comme une indication de la vertu d'une femme, apportant fierté et honneur à sa famille ; la virginité féminine a toujours aujourd'hui un poids symbolique et culturel fort en dépit des changements extrêmes dans les normes et les comportements sexuels ».

#### Dans les cultures méditerranéennes
En Afrique du Nord, la virginité d'une jeune fille est liée à l'honneur de sa famille : « Lorsque la jeune fille porte la virginité en elle, c’est la virilité des enfants mâles et la virginité des autres femmes, membres de sa famille, qu’elle porte ». La virginité est vue non pas comme une question personnelle, mais comme un fait familial. Cette conception se retrouve dans de nombreuses sociétés méditerranéennes, comme en Italie ou en Grèce. En résulte une forte pression sur les jeunes filles, qui sont l'objet de commérages de la part de leur entourage. Une femme non mariée ayant perdu sa virginité entraîne le déshonneur pour ses frères. En conséquence, la virginité est utilisée par les hommes pour contrôler les femmes : les frères doivent, dès l'enfance, surveiller et protéger la virginité de leurs sœurs (elles seraient en danger de la perdre, et donc d'apporter la honte sur leur famille). Lors du mariage, « la femme subit la perte de sa virginité pour honorer les siens et, de ce fait, s’honorer elle-même. (…) Elle doit prouver ainsi la pureté des valeurs et la santé religieuse des siens. Elle est remerciée et honorée d’avoir porté jusqu’au bout sa virginité ». 
Dans le Livre des bons usages en matière de mariage, extrait d’Ihya' `Ulum al-Din (Revivification des sciences de la foi) d'Al-Ghazâlî, ouvrage dont l'importance ne le cède guère qu'au Coran, le théologien musulman explique pourquoi l'homme doit choisir pour femme une vierge, sans souci de réciprocité alors que le Coran recommande que les deux époux soient vierges. Ce qui explique que l'acte sexuel hors mariage de la femme ou de l'homme tombe sous le coup des péchés que l'islam prohibe sous le nom de zina, crime de fornication. Le non-respect de la virginité avant le mariage est considéré comme une souillure dans les sociétés maghrébines. 
Des rites de protection de la virginité (r'bit) sont observés au Maghreb et notamment dans l'est de l'Algérie chez les petites filles (dès quatre ans). Symboliquement, il s'agit de « fermer » l'hymen de la fille ; un rite d'ouverture similaire a lieu juste avant le mariage. Ces rites sont apparus en milieu rural, où les femmes sont en contact fréquent avec les hommes et leur virginité peut être en danger (risque d'agression sexuelle et de viol). Ils sont effectués par les mères sur leurs filles afin de les protéger, et ainsi préserver l'honneur de leur famille ; c'est également un moyen d'affirmer que la sexualité ne peut avoir lieu que dans le cadre du mariage.
La virginité apparaît également liée au sacrifice : lors de la nuit de noces, le sang doit couler (à la suite de la déchirure de l'hymen), prouvant la virginité de la femme. Il n'est d'ailleurs pas rare que les draps nuptiaux soient affichés au vu de tous après l'acte sexuel dans les sociétés musulmanes. La femme prouve son respect des valeurs de la communauté à laquelle elle appartient. Si la nuit de noces révèle que la femme n'était pas vierge, elle est jugée indigne et responsable du déshonneur sur sa famille et peut être chassée par les siens : « encore un sacrifice, toujours celui de la femme pour sauver l’honneur des siens, c’est-à-dire des hommes ».

#### Dans la société française
Ces valeurs se retrouvent également parmi les populations d'origine nord-africaine en France au XXIe siècle. La question de la virginité suscite parfois des polémiques, en lien avec le féminisme et la libération de la femme : ainsi, en 2008, cela a donné lieu à une affaire judiciaire, qui a été très médiatisée et qui a donné lieu à beaucoup de réactions. Néanmoins, pour Sara Skandrani, Malika Mansouri et Marie Rose Moro[Qui ?],le point de vue des femmes concernées n'est pas écouté : « dans un discours qui se veut émancipateur et libérateur, la société dominante s’exprime à leur place, formule des revendications et attentes qui ne correspondent pourtant pas toujours à celles des jeunes femmes elles-mêmes ». Ces auteures estiment que la sexualité des femmes maghrébines a été instrumentalisée à l'époque coloniale et encore aujourd'hui, avec une injonction à se « libérer » des cultures arabes et d'une religion musulmane jugées archaïques. Ce faisant, les femmes sont considérées uniquement à travers le prisme de leur appartenance culturelle ou ethnique, alors même que la virginité est éminemment personnelle. Elle fait partie intégrante de la construction identitaire des jeunes femmes musulmanes françaises, qui ne sont pas de simples victimes mais agissent librement et interprètent les normes de manière créative. Le respect de la virginité peut représenter un attachement aux valeurs familiales et religieuses. À l'inverse, des annulations de mariage pour non-virginité de l'épouse sont prononcées pour des couples catholiques sans que cela suscite de réactions médiatiques et politiques[non neutre]. 

#### Polynésie
Dans certaines cultures polynésiennes, comme à Wallis-et-Futuna ou à Samoa, le moetolo est un viol commis dans le but de déflorer une femme : la nuit, l'individu s'introduit dans la maisonnée de la jeune fille vierge et la pénètre avec son doigt, ce qui est considéré comme une perte de virginité, et cela porte la honte sur sa famille. Si l'agresseur est pris sur le fait, il peut être sévèrement battu par le reste de la famille ; s'il revient, l'homme (en général un adolescent ou un jeune adulte) prouve sa bravoure aux yeux de ses pairs.
Dans la culture wallisienne, la virginité est liée à la pureté : une fille vierge est considérée comme sacrée (tapu, un terme signifiant également « interdite, réservée »). « La virginité des jeunes filles [est] considérée comme un « bien de valeur » (koloa) pour la famille ».

### Virginité et sexualité
La virginité peut représenter pour les hommes un fantasme sexuel, lié à la domination masculine. « Le mari se plaît à penser qu'il pénètre une femme qui n'a jamais connu aucun autre homme, et n'en connaîtra aucun autre. Il tire de son épouse une jouissance accrue par l'idée qu'il la domine pleinement ».  « La femme, vue comme un sanctuaire non encore défloré, est une idée qui démultiplie sa puissance érotique ».
Cette dimension sexuelle se retrouve encore au XXIe siècle avec la marchandisation de la virginité, vendue par une femme à l'homme le plus offrant. En 2008, l'animateur de radio américain Howard Stern a lancé une annonce d'étudiante sous pseudonyme annonçant qu'elle mettait aux enchères pour financer ses études le droit de lui prendre sa virginité, précisant qu'elle était prête à subir un examen gynécologique pour prouver qu'elle était bien vierge, bien qu'ayant déjà pratiqué des préliminaires[source insuffisante]. En 2017, une roumaine de 18 ans a vendu sa virginité pour 2,3 millions d'euros[source insuffisante].

### Représentation négative de la virginité
Dans certaines sociétés non-occidentales comme chez les Incas et autres cultures amérindiennes, la virginité constituait généralement un signe d'impopularité : elle y était consacrée à une divinité et la jeune fille devait la perdre avant le mariage. 

## Coutumes

### Symboles de la virginité

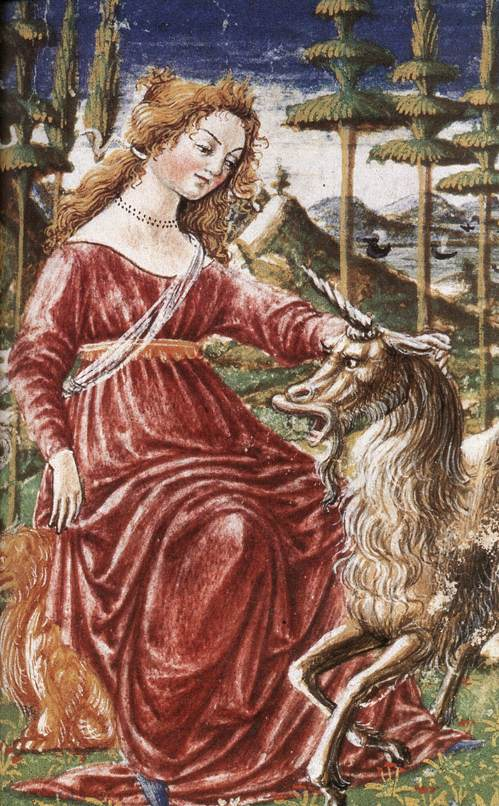
Francesco di Giorgio Martini, La chasteté et la licorne, 1463. Au Moyen Âge, la licorne est un symbole de pureté associé à la virginité.

En Occident, lors de la cérémonie du mariage, les mariées portent une robe blanche et un voile blanc, considérés comme un symbole de virginité. Néanmoins, le port du blanc est un phénomène récent, les mariées portant auparavant une robe à leur goût et non spécifiquement blanche (par exemple, les femmes modestes n'avaient qu'une seule « robe du dimanche », souvent noire, qu'elles ne portaient que pour les fêtes). Porter du blanc n'est devenu une mode, puis une tradition, qu'au cours du XIXe siècle . La fleur d'oranger, donnée comme symbole de virginité, est utilisée dès 1860 dans la confection de couronnes et de bouquets de mariée ainsi que pour le « bouquet de virginité » du mari porté au revers de son costume. La licorne est également un symbole de virginité physique. Dans l'iconographie chrétienne, elle représente la Vierge fécondée par l'Esprit Saint. Dans les conceptions médiévales de l'amour courtois, la licorne est douée du mystérieux pouvoir de déceler l'impur.

### Vente de la virginité
Une fois la virginité collectivement chargée de telle ou telle valeur, celle-ci est déplacée sur la personne vierge à l'occasion de certains usages ou relations. Ainsi, le droit de disposer de la virginité d'une femme peut avoir un prix et donc être monnayé comme un bien[réf. nécessaire]. En Irak, des femmes Yézidi vierges ont été vendues par l'organisation État islamique comme esclaves. 
Dans certains pays[Lesquels ?], jusqu'au milieu du XXe siècle, si un homme n'épousait pas une femme dont il avait pris la virginité, la femme était autorisée à le poursuivre en justice et à réclamer dommages-intérêts, pratique du Kranzgeld. Chez les geishas japonaises, la vente de ce premier accès pouvait occasionnellement avoir lieu lors du mizuage, c'est-à-dire le passage à l'âge adulte.

## Critique

### Un concept flou
Certains auteurs et organisations critiquent le concept même de virginité. Ainsi, pour la Fondation suédoise pour l'éducation sexuelle (RFSU), « la virginité est un concept vague basé sur la perception et les mythes (…) la virginité est souvent associée à une vision hétéronormative de la sexualité limitée à la pénétration entre un homme et une femme (autrement dit, l'insertion du pénis dans le vagin) (…) [enfin], il n'y a aucune culpabilité à avoir des relations sexuelles ».
Pour la sociologue Meredith Nash, la conception traditionnelle de la virginité renforce la norme hétérosexuelle.

### Un outil de domination masculine
Kathleen Coyne Kelly, historienne médiéviste, note que « l'étude des attitudes et des croyances à propos de la virginité met clairement à jour la façon dont le corps des femmes est régulé par le patriarcat ». La virginité masculine n'est presque jamais un sujet, tandis que ce sont toujours les femmes qui sont célébrées pour leur vertu ou blâmées pour leur manque supposé de vertu. L'américaine Jill Filipovic critique la pression que l'exigence de virginité fait peser sur les femmes, et la honte qui peut résulter de la « perte » de la virginité : « On n'est pas plus pur ou bon si l'on n'a pas eu de relation sexuelles vaginales. On ne "perd" pas quelque chose en ayant un rapport sexuel consenti et rempli de plaisir - on gagne une nouvelle expérience agréable ».

### Conséquences sur la vie sexuelle
Pour la sociologue Soumaya Naamane Guessous, l'insistance sur la virginité dans certaines cultures (comme au Maroc) a des conséquences néfastes sur la sexualité du couple : les femmes ne souhaitent pas prendre trop de plaisir, de peur que leurs maris pensent qu'elles ont eu une vie sexuelle avant le mariage. D'autre part, les hommes peuvent se montrer frustrés de femmes n'ayant aucune expérience sexuelle. « Tout cela pose des problèmes d’incompatibilité dans le couple, voire d’adultère ». Pour Jill Filipovic, les conséquences peuvent être très négatives, notamment pour le plaisir des femmes durant leur vie sexuelle.  
L'obsession de la virginité conduit souvent les femmes à considérer que le premier rapport sexuel est douloureux (s'il s'agit de « rompre » l'hymen vu comme une paroi qui se déchire). Elle pose aussi problème aux hommes en transmettant l'idée que leur premier rapport sexuel se passera sans soucis, alors que pour certains ce moment peut être stressant voire inconfortable, et instaure un modèle où l'homme doit se montrer performant. Petra Boynton propose de remplacer la virginité par le concept de la « première fois », ce qui permet d'explorer sa sexualité, potentiellement avec plusieurs partenaires tout au long de sa vie. 